# Tân Viên
Tân Viên là một xã thuộc huyện An Lão, thành phố Hải Phòng, Việt Nam.
Xã Tân Viên có diện tích 8,42 km², dân số năm 1999 là 7134 người, mật độ dân số đạt 847 người/km².